# 현준호
현준호(玄俊鎬, 1889년 8월 29일 ~ 1950년 9월 28일)는 일제강점기의 금융인이며 조선총독부 중추원 참의를 지낸 고위 관료이다. 호는 무송(撫松)이다. 해방 이전까지 손꼽히는 갑부로 알려졌다.

## 생애
전라남도 영암에서 현기봉의 아들로 태어났다. 현기봉은 중추원의 참의를 지내는 등 일제에 적극 협력한 지역 유지로, 그의 집안은 호남 지방에서 유명한 거부 가문이었다.
담양의 창평영학숙(昌平英學塾)에서 수학하고 일본 메이지 대학에서 공부했다. 1917년 귀국하여 1919년 7월 주식회사 호남은행의 발기인이 되어 은행 창립에 힘썼다. 1920년 8월 호남은행을 설립하고 전무취체역에 취임했다. 이와 함께 주식회사 동아일보가 설립되자 이 신문사의 감사에 취임했다. 1924년 4월 전라남도 평의원에 올랐으며 1925년 호남은행의 대표가 되었다. 1926년 5월 전라남도 도시제사(道是製絲) 주식회사 이사, 같은 달 조선생명보험주식회사 감사에 취임하였다.
1921년 1월 재단법인 보성전문학교 감사가 되고, 1925년 전라남도 간부였던 고원훈과 토의하여 1926년에 전남육영회(全南育英會)를 조직하였다. 1926년 유지들과 협력하여 여자고등보통학교 설립기성회를 조직하자 대표위원으로 추대되었고 1927년 5월 광주공립여자고등보통학교 설립에 참여하였으며, 전남의대의 전신인 ‘광주의학전문학교’를 세울 때는 거액을 내놓는 등, 많은 교육 사업을 실행하였다.
창평영학숙 동창인 김성수, 송진우와 절친했으며 이들과 함께 1923년 조선민립대학기성회에 참여하는 등 민족주의적 계몽 운동에도 관심을 보였으나, 1930년 중추원 참의가 되고 큰 잇권이 걸린 지역 간척 사업의 사업권을 따내는 등 일제와 밀착한 행보로 민족주의 운동과는 결별하게 되었다. 1935년 총독부가 편찬한 《조선공로자명감》에 조선인 공로자 353명 중 한 명으로 아버지 현기봉과 함께 수록되어 있다.
중일 전쟁 발발 후 총독부가 조직한 시국강연반에 참여하여 전남 지역을 돌면서 전쟁 지원을 역설함으로써 본격적인 친일 활동을 시작했다. 1938년 조선총독부 산하에 설치된 시국대책조사위원회에도 조사위원으로 임명되어 참여했다. 1941년에는 윤치호의 흥아보국단에 준비위원회 상무위원으로 참가했고, 중추원 고문과 참의들이 결성한 시국강연반 소속으로 태평양 전쟁 말기까지 징병제 홍보와 학병 지원 권유 등에 가담했다. 조선임전보국단에도 발기인으로 참여했다.
그 외에도 송정리~담양 간의 조철선(朝鐵線), 광주~여수 간의 남철선(南鐵線) 철도를 유치하였다. 또한 다년간 광주번영회장에 재직하였다.
광복 후 반민특위에 체포되었으나 불구속으로 수사를 받다가 반민특위가 해체되면서 처벌을 받지 않았다. 한국 전쟁 때 조선인민군에게 피살되었다.

## 평가
2002년 발표된 친일파 708인 명단과 2008년 민족문제연구소에서 친일인명사전에 수록하기 위해 정리한 친일인명사전 수록예정자 명단에 모두 선정되었으며 2009년 친일반민족행위진상규명위원회가 발표한 친일반민족행위 705인 명단에도 포함되었다. 그가 설립한 호남은행은 민족자본으로설립되었으며 조선인만 채용하였고 그후 일제의 민족자본 말살정책으로 강제 합병되었다 호남의 대표 금융기업인으로 육영사업에공로가 큰 점 등 공과가 있다. 625 동란중 인민군에 투옥되었고 928서울 수복때 퇴각하는 인민군에게 광주에서 피살되었다.

## 학력
- 메이지 대학 정치경제학 학사

## 가족 관계
- 아버지: 현기봉(玄基奉)
- 어머니: 곽순경(郭順卿)
  - 아내: 신종림(申淙林)
    - 장남: 현영익(玄永翊) - 국회 의사과장 역임, 한국전쟁 때 사망하였다. 그의 큰 아들이 현양래 현우실업 대표이다.
    - 자부: 조윤숙[5]
    - 차남: 현영직(玄永稙)- 한국전쟁 때 국군 중위로 제주도에서 근무하고 있다가 전방부대에 차출됐다가 포로로 잡혀 억류돼있다가 스스로 돌에 부딪혀 자살함.
    - 삼남: 현영원(玄永源, 1927년 1월 10일 ~ 2006년 11월 24일) - 현대상선 회장을 지냈다.
      - 자부: 김문희 용문학원 이사장.
        - 손녀: 현정은 현대그룹 회장
          - 외증손녀: 정지이 (1977년 12월 17일 ~) 현대 유엔아이 전무

    - 사남: 현영국(玄永國)- 고우건업 대표
    - 오남: 현영서(玄永瑞)
    - 육남: 현영만(玄永晩)
    - 장녀: 현영송(玄永淞)
    - 차녀: 현영애(玄永愛)
    - 삼녀: 현영민(玄永敏)
- 사돈: 김용주 전남방직 설립자

## 같이 보기
- 조선총독부 중추원
- 조선임전보국단

## 드라마화
- 1982년 KBS 2TV 월화드라마 현대 입지전에서 현준호의 삶을 다룬 <무등신사 현준호>가 방영됐다[6].

## 부록

### 참고 자료
- 조선인사흥신록
- 조선공로자명감
- 조선총독부시정25주년기념표창자명감
- 사업과 향인 제1집
- 한국사데이터베이스
- 반민특위조사기록(한국사데이터베이스)
- 현정은 일가 3명 북한군에 참변 《데일리안》(2005-9-16)
- 학파 현기봉 선생 수의비 이전 고유제 《서울신문》(2004-6-19)
- 반민족문제연구소 (1993년 3월 1일). 〈현준호 : 실력양성론자에서 친일파로 변신한 금융자본가 (박찬승)〉. 《친일파 99인 2》. 서울: 돌베개. ISBN 978-89-7199-012-4.